# Malalan
Malalan je priimek več znanih Slovencev.

## Znani nosilci priimka
- Danijel Malalan (*1972), gledališki igralec
- Demetra Malalan (*1996), pevka
- Franc Malalan (1891-1960), rimskokatoliški duhovnik in narodni delavec
- Igor Malalan, humorist, lokalni kulturni animator...
- Riko Malalan (1893-1957), politik
- Tomaž Malalan (1787-1854), rimskokatoliški duhovnik in narodni delavec